# Alopecosa upembania
Alopecosa upembania là một loài nhện trong họ Lycosidae.
Loài này thuộc chi Alopecosa. Alopecosa upembania được Carl Friedrich Roewer miêu tả năm 1960.